# Liste der Biografien/Oss
Liste der Biografien |
Portal Biografien |
Personensuche
# |
A |
B |
C |
D |
E |
F |
G |
H |
I |
J |
K |
L |
M |
N |
O |
P |
Q |
R |
S |
T |
U |
V |
W |
X |
Y |
Z |
?
 
Oa |
Ob |
Oc |
Od |
Oe |
Of |
Og |
Oh |
Oi |
Oj |
Ok |
Ol |
Om |
On |
Oo |
Op |
Oq |
Or |
Os |
Ot |
Ou |
Ov |
Ow |
Ox |
Oy |
Oz
 
Osa |
Osb |
Osc |
Osd |
Ose |
Osg |
Osh |
Osi |
Osk |
Osl |
Osm |
Osn |
Oso |
Osp |
Osr |
Oss |
Ost |
Osu |
Osv |
Osw |
Osy |
Osz
Die Liste der Biografien führt alle Personen auf, die in der deutschsprachigen Wikipedia einen Artikel haben. Dieses ist eine Teilliste mit 156 Einträgen von Personen, deren Namen mit den Buchstaben „Oss“ beginnt.

## Oss
- Oss, Arnold (1928–2024), US-amerikanischer Eishockeyspieler
- Oss, Daniel (* 1987), italienischer RadrennfahrerDaniel Oss (* 1987)

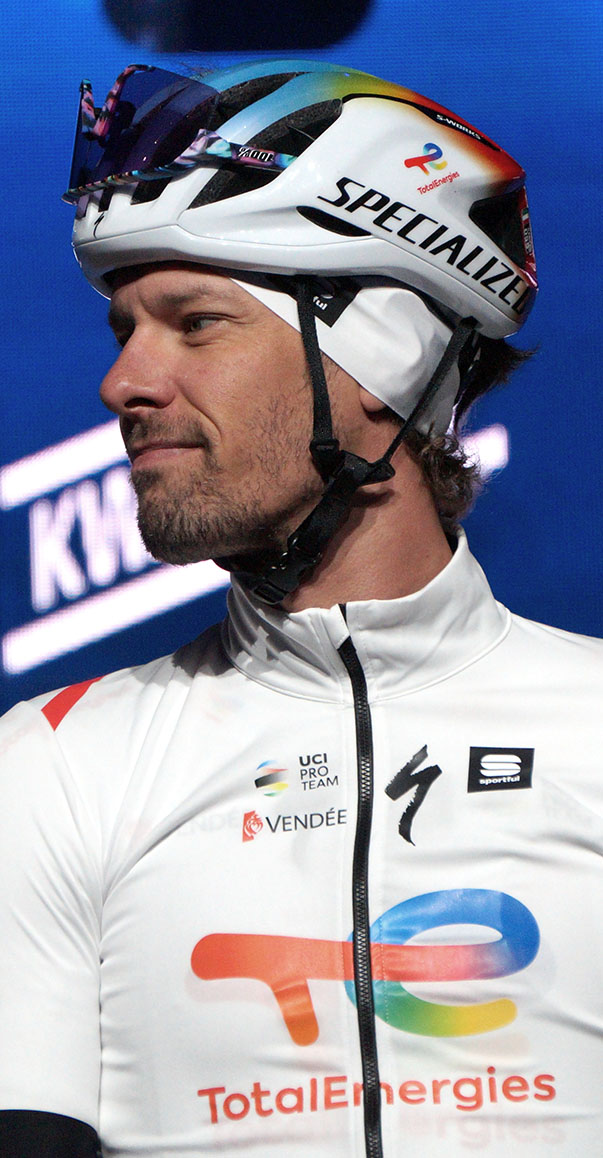
Daniel Oss (* 1987)

- Oss, Edith (1914–2012), deutsche Tänzerin und Filmschauspielerin
- Ošs, Ēriks (* 1927), lettischer Karikaturist
- Ošs, Mārcis (* 1991), lettischer Fußballspieler
- Oss, Marie van († 1507), niederländische Abtissin und Chronistin

### Ossa
- Ossa Soto, Jorge Alberto (* 1956), kolumbianischer Geistlicher und römisch-katholischer Erzbischof von Nueva Pamplona
- Ossa, Carla (* 1985), kolumbianisches Fotomodell
- Ossa, Catalina (* 1997), chilenische Hochspringerin
- Ossa, Emiliana Concha de (1862–1905), südamerikanische Erbin, Modell und Muse
- Ossa, Juan Carlos de la (* 1976), spanischer Langstreckenläufer
- Ossa, Melchior von (1506–1557), deutscher Jurist und Kameralist
- Ossa, Vanessa (* 1981), deutsche Medienwissenschaftlerin
- Ossada, Jens (* 1978), deutscher Maler, Plastiker und Autor
- Ossadnik, Victoria (* 1968), deutsche Physikerin und Managerin
- Ossadnik, Wolfgang (* 1952), deutscher Wirtschaftswissenschaftler
- Ossadtscha-Janata, Natalija (1891–1982), ukrainische Botanikerin
- Ossadtschi, Pjotr Semjonowitsch (1866–1943), russisch-ukrainischer Elektroingenieur und Hochschullehrer
- Ossadtschyj, Wolodymyr, ukrainischer Bogenbiathlet
- Ossai, Joseph (* 2000), nigerianischer American-Football-Spieler
- Ossai, Rita (* 1994), nigerianische Hürdenläuferin
- Ossana, Diana (* 1949), US-amerikanische Drehbuchautorin und Filmproduzentin
- Ossandón Buljevic, Pedro (* 1957), chilenischer Geistlicher, römisch-katholischer Militärbischof von Chile
- Ossandón, Gustavo Ayares, chilenischer Diplomat
- Ossanna, Johann (1870–1952), deutsch-italienischer Elektrotechniker
- Ossanna, Joseph (1928–1977), US-amerikanischer Informatiker
- Ossard, Claudie (* 1943), französische Filmproduzentin
- Ossat, Arnaud d’ (1537–1604), französischer Kardinal, Bischof und Diplomat

### Ossb
- Ossberger, Fritz (1877–1947), deutscher Ingenieur und Unternehmer
- Ossberger, Harald (1948–2021), österreichischer Pianist und Musikpädagoge

### Osse
- Osselmann, Friedrich (* 1934), deutscher Wasserballspieler
- Osselmann, Rainer (1960–2023), deutscher Wasserballspieler
- Ossen, Runald (* 1963), deutscher Fußballspieler
- Ossenbach, Hans (1874–1945), deutscher Schriftsteller und Dichter
- Ossenbeeck, Jan van (1624–1674), niederländischer Maler, Zeichner und Kupferstecher in Rom, Brüssel und Wien
- Ossenberg, Dietmar (* 1950), deutscher Journalist und Fernsehmoderator
- Ossenbrink, Uwe (* 1970), deutscher Badmintonspieler
- Ossenbruch, Johann Christoph von (1743–1804), preußischer Generalmajor
- Oßenbrügge, Jürgen (* 1954), deutscher Geograph und Hochschullehrer
- Ossenbühl, Fritz (* 1934), deutscher Rechtswissenschaftler und Hochschullehrer
- Ossendowski, Ferdynand Antoni (1876–1945), polnischer Schriftsteller und ForschungsreisenderFerdynand Antoni Ossendowski (1876–1945)

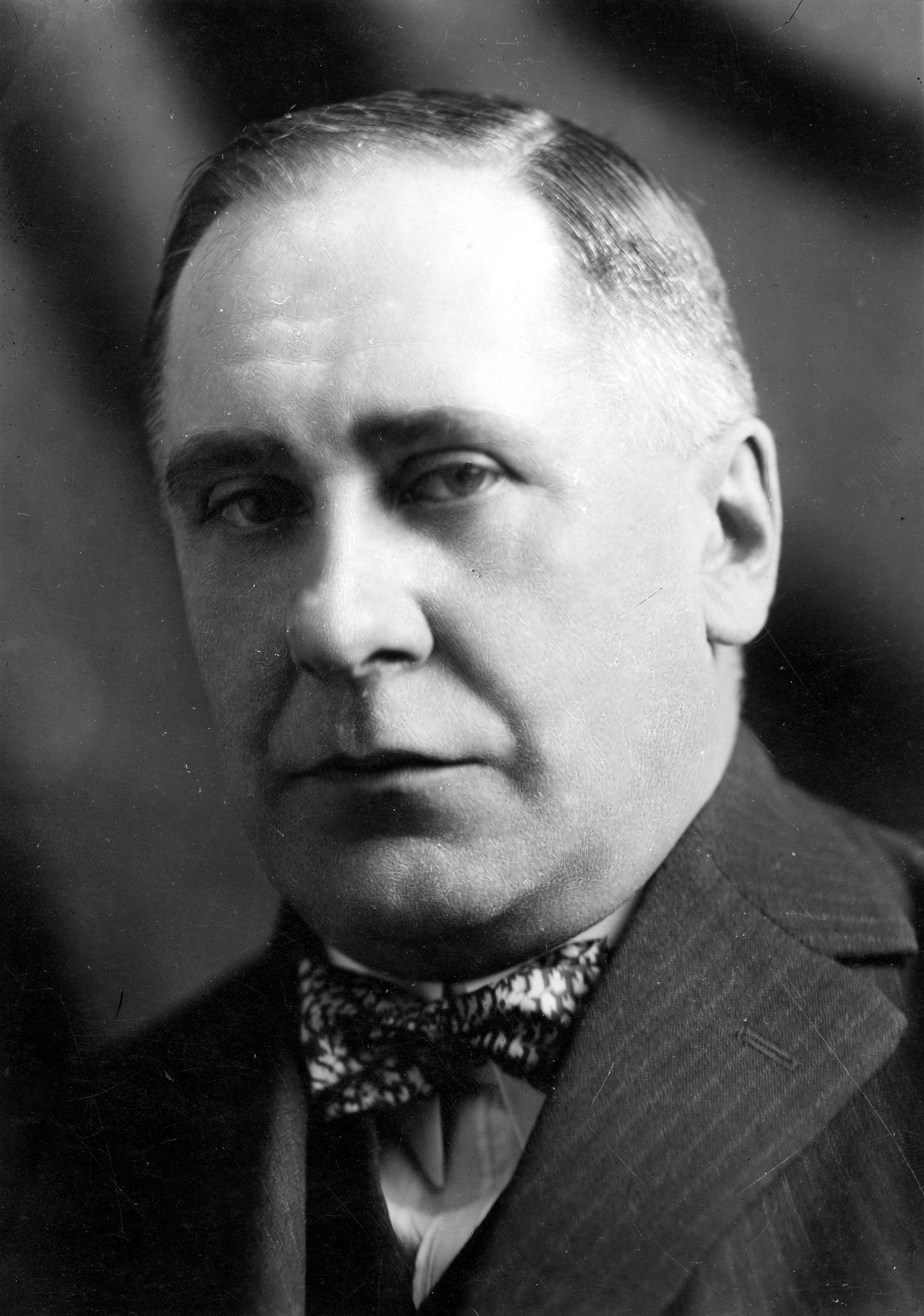
Ferdynand Antoni Ossendowski (1876–1945)

- Ossendrijver, Mathieu (* 1967), niederländischer Altorientalist
- Ossenfelder, Heinrich August (1725–1801), deutscher Schriftsteller, Jurist, Lustspielautor und Lyriker
- Ossenkop, Christina (* 1968), deutsche Romanistin
- Ossenkopf, Manuel (* 1989), deutscher Schauspieler
- Ossenkopf, Willi (1899–1966), deutscher Politiker (SPD), MdL
- Ossenkopp, Barbara (1943–2021), deutsche Nachtclubtänzerin, Schauspielerin und Tierschützerin
- Ossenkopp, Lukas (* 1993), deutscher Handballspieler
- Ossenkopp, Meret (* 1998), deutsche Handballspielerin
- Össerbajew, Älipbek (1961–2020), kasachischer Politiker
- Osserman, Robert (1926–2011), US-amerikanischer Mathematiker
- Osses, Enrique (* 1974), chilenischer Fußballschiedsrichter
- Ossewaarde, Pieter Adrianus (1775–1853), niederländischer Beamter und Politiker, Finanzminister
- Ossezkyj, Oleksandr (1873–1937), ukrainischer General und Verteidigungsminister

### Ossi
- Ossiannilsson, Frej (1908–1995), schwedischer Zoologe
- Ossietzky, Carl von (1889–1938), deutscher Journalist, Schriftsteller und PazifistCarl von Ossietzky (1889–1938)

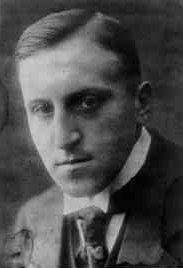
Carl von Ossietzky (1889–1938)

- Ossietzky, Maud von (1884–1974), Frau von Carl von Ossietzky
- Ossietzky-Palm, Rosalinde von (1919–2000), deutsch-schwedische Pazifistin
- Ossig, Dirk (* 1971), deutscher Schauspieler
- Ossig, Friedrich (1912–2004), deutscher Verwaltungsjurist bei der Deutschen Reichsbahn und der Deutschen Bundesbahn
- Ossiko, Wjatscheslaw Wassiljewitsch (1932–2019), russischer Festkörperphysiker
- Ossimij, Muhammad (1920–1996), tadschikischer Philosoph und Politiker
- Ossinkin, Igor Witaljewitsch (* 1965), russischer Fußballspieler und Trainer
- Ossinovski, Jevgeni (* 1986), estnischer PolitikerJevgeni Ossinovski (* 1986)

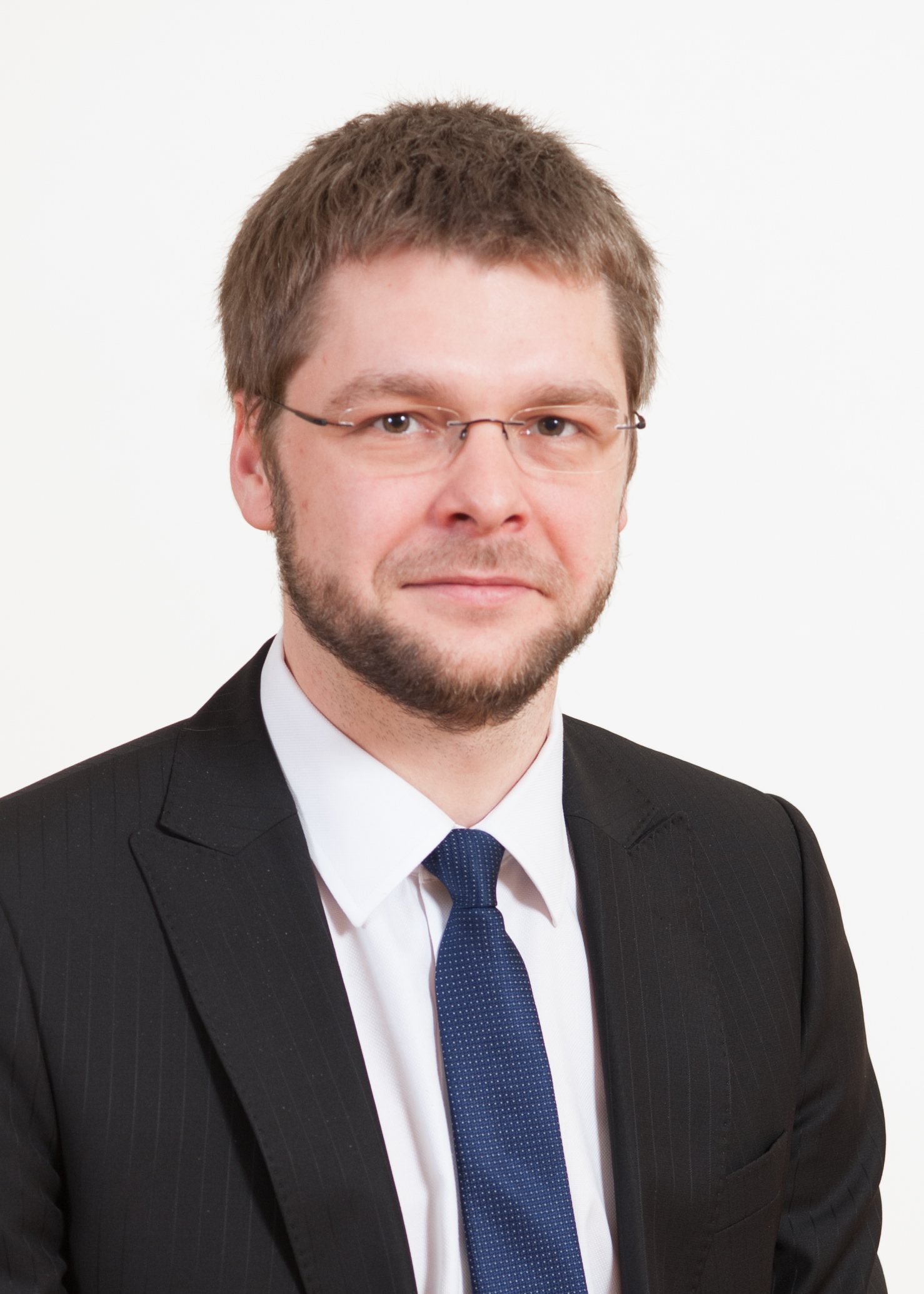
Jevgeni Ossinovski (* 1986)

- Ossinski, Walerian Andrejewitsch (1852–1879), russischer Terrorist
- Ossipenko, Leonid Gawrilowitsch (1920–1997), sowjetischer Kommandeur des ersten sowjetischen Atom-U-Bootes
- Ossipenko, Maxim Alexandrowitsch (* 1994), russischer Fußballspieler
- Ossipenko, Polina Denissowna (1907–1939), sowjetische Pilotin
- Ossipjan, Juri Andrejewitsch (1931–2008), russischer Festkörperphysiker und Hochschullehrer
- Ossipoff, Vladimir (1907–1998), US-amerikanischer Architekt
- Ossipou, Dsjanis (* 1983), belarussischer Freestyle-Skier
- Ossipov, Aleksandr (* 1987), estnischer Eishockeyspieler
- Ossipow, Alexander Sergejewitsch (* 1989), russischer Eishockeyspieler
- Ossipow, Alexei Iljitsch (* 1938), russischer orthodoxer Theologe
- Ossipow, Denis Andrejewitsch (* 1987), russischer Eishockeyspieler
- Ossipow, Gennadi Semjonowitsch (1948–2020), sowjetisch-russischer Kybernetiker, Informatiker und Hochschullehrer
- Ossipow, Igor Wladimirowitsch (* 1973), russischer Admiral und Stabschef der Pazifikflotte
- Ossipow, Juri Sergejewitsch (* 1936), russischer Mathematiker und Spezialist für Mechanik
- Ossipow, Leonid Michailowitsch (1943–2020), sowjetischer Wasserballspieler
- Ossipow, Maxim Alexandrowitsch (* 1963), russischer Kardiologe und Schriftsteller
- Ossipow, Nikolai Jewgrafowitsch (1877–1934), russischer Psychoanalytiker und Mitglied der Moskauer Psychoanalytischen Gesellschaft
- Ossipow, Sergei Jurjewitsch (* 1967), sowjetisch-russischer Eishockeyspieler
- Ossipowa, Jelena Alexandrowna (* 1993), russische Bogenschützin
- Ossipowa, Jelena Andrejewna (* 1945), russische Künstlerin und Aktivistin
- Ossipowa, Jelena Wladimirowna (1927–2018), sowjetische bzw. russische Philosophin und Hochschullehrerin
- Ossipowa, Natalja Petrowna (* 1986), russische Balletttänzerin
- Ossipowa, Tatjana (* 1987), kasachische Skilangläuferin
- Ossipowa, Wera Nikolajewna (1875–1954), russische bzw. sowjetische Psychologin
- Ossipowski, Timofei Fjodorowitsch (1766–1832), russischer Mathematiker, Physiker und Hochschullehrer
- Ossius von Córdoba, Bischof von Córdoba, Kirchenvater und Gegner des Arianismus in der WestkircheOssius von Córdoba

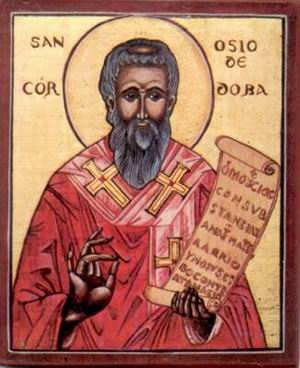
Ossius von Córdoba

### Ossn
- Oßner, Florian (* 1980), deutscher Politiker (CSU), MdB
- Ossner, Jakob (* 1949), deutscher Sprachdidaktiker

### Osso
- Ossó y Cervelló, Enrique de (1840–1896), spanischer Ordensgründer und Heiliger der katholischen Kirche
- Ossoff, Jon (* 1987), amerikanischer Politiker (Demokratische Partei)Jon Ossoff (* 1987)

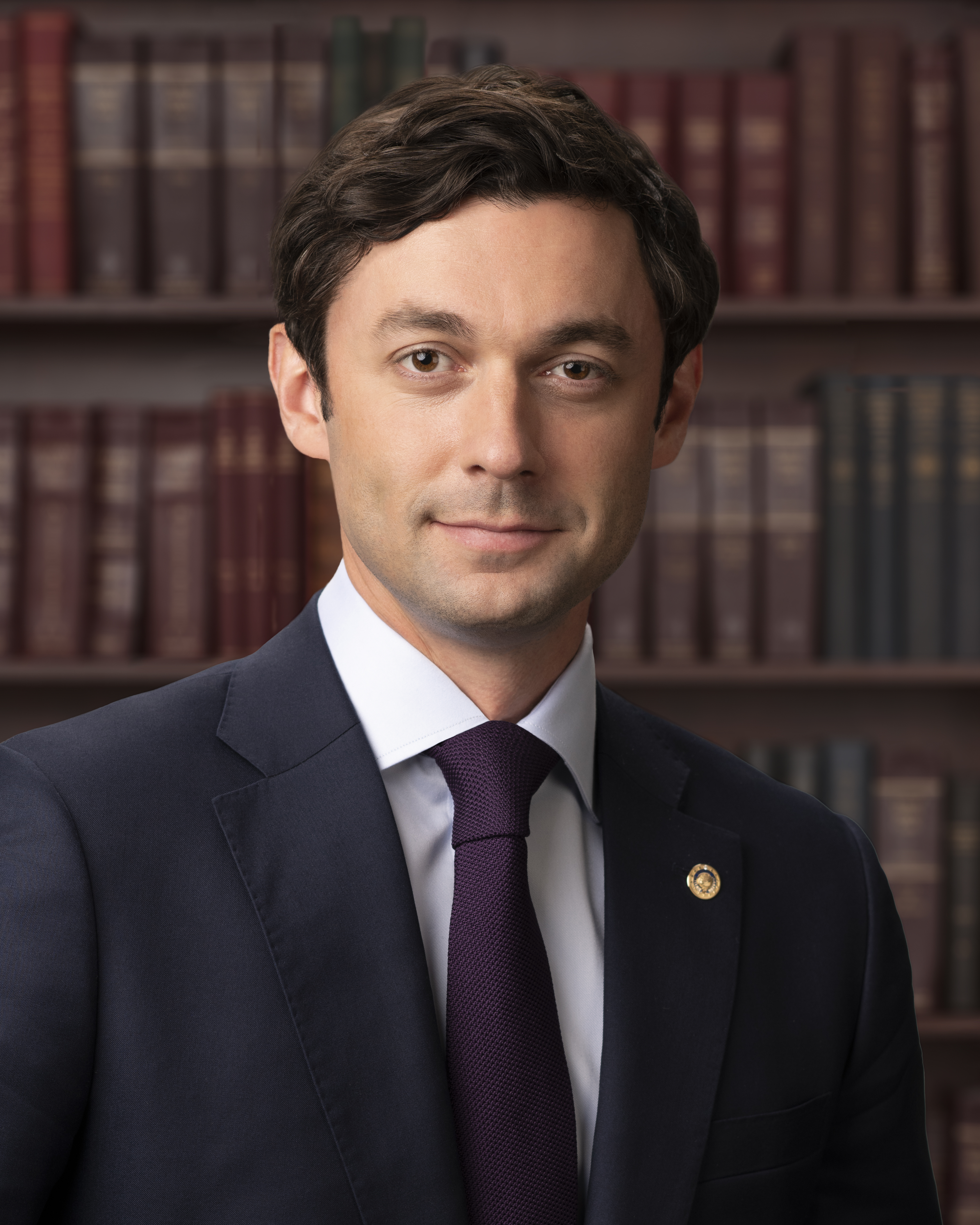
Jon Ossoff (* 1987)

- Ossokin, Wladimir Jurjewitsch (* 1954), sowjetischer Radsportler
- Ossola, Franco (1921–1949), italienischer Fußballspieler
- Ossola, Leone Giacomo (1887–1951), italienischer römisch-katholischer Geistlicher und Bischof von Novara
- Ossoliński, Franciszek Maksymilian (1676–1756), polnischer Graf, Politiker und Kunstsammler
- Ossoliński, Jerzy (1595–1650), polnischer Staatsmann von internationaler Bedeutung
- Ossolinski, Joseph Maximilian (1748–1826), polnisch-österreichischer Bibliophiler, Schriftsteller, Mäzen und Politiker
- Osson, Catherine (* 1974), französische Politikerin
- Ossorgin, Michail Andrejewitsch (1878–1942), russischer Autor
- Ossorio Arana, Arturo (1902–1967), argentinischer Militär
- Ossorio y Gallardo, Ángel (1873–1946), spanischer Politiker, Jurist und Schriftsteller
- Ossorio, Alfonso (1916–1990), US-amerikanischer Maler philippinischer Abstammung
- Ossorio, Amando de (1918–2001), spanischer Filmregisseur
- Ossott, Hanni (1946–2002), venezolanische Autorin, Journalistin und Übersetzerin
- Ossouli, Farah (* 1953), iranische Malerin und Mitbegründerin der Künstlergruppe DENA
- Ossowska, Maria (1896–1974), polnische Soziologin und Philosophin
- Ossowski, Alisha (* 1995), deutsche Volleyballspielerin
- Ossowski, André von (* 1960), deutscher Arbeitsrichter und Politiker (BSW), MdL Brandenburg
- Ossowski, Arkadiusz (* 1996), polnischer Handballspieler
- Ossowski, Eduard (1878–1944), deutscher römisch-katholischer Ordensbruder
- Ossowski, Gotfryd (1835–1897), polnisch-russischer Geologe und Archäologe
- Ossowski, Herbert (1928–2010), Experte für Kinder- und Jugendliteratur und Jugendbuchautor
- Ossowski, Leonie (1925–2019), deutsche SchriftstellerinLeonie Ossowski (1925–2019)

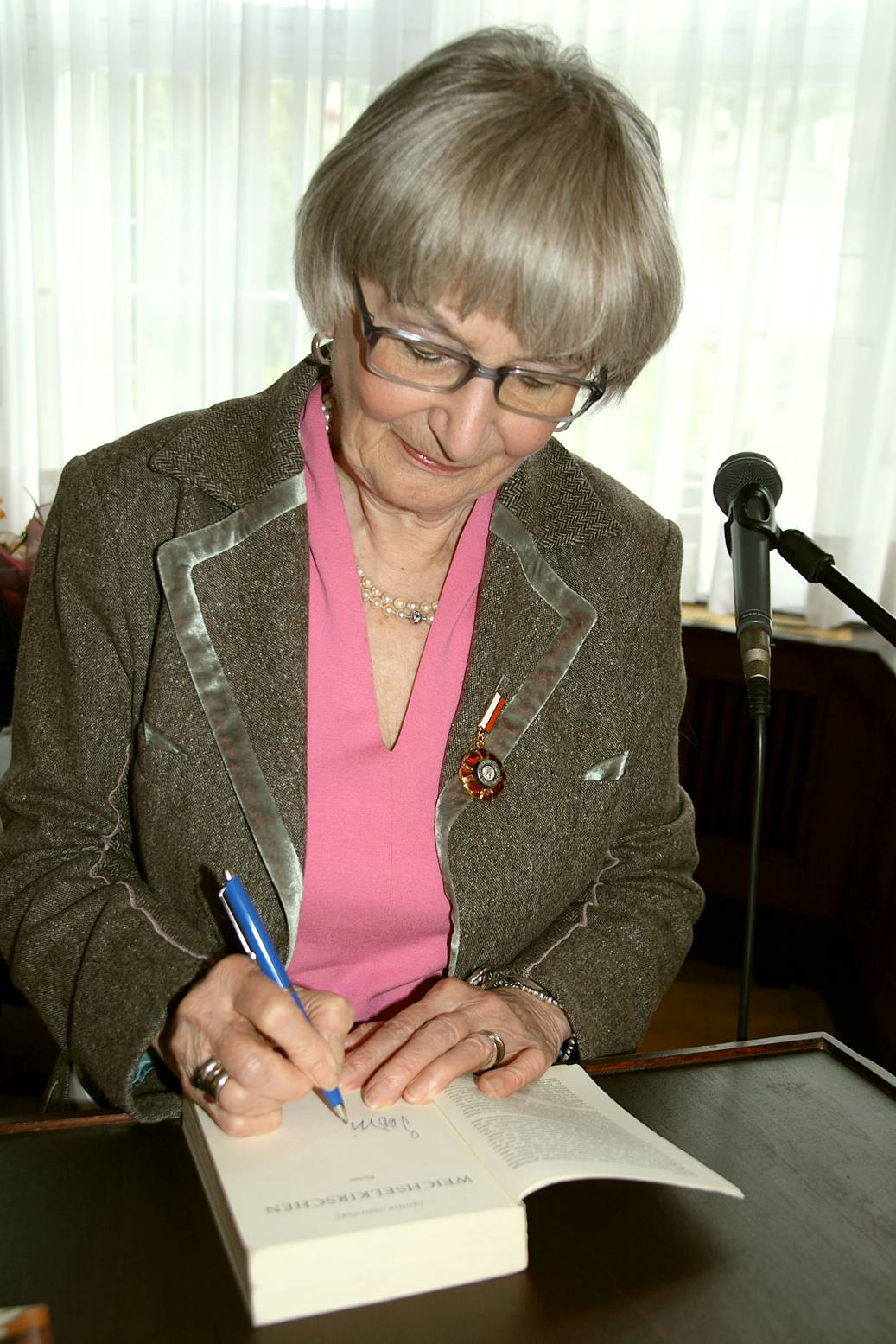
Leonie Ossowski (1925–2019)

- Ossowski, Stanislaus († 1802), Musiker und Komponist
- Ossowski, Stanisław (1897–1963), polnischer Soziologe und Universitätsprofessor
- Ossowski, Thomas (* 1967), deutscher Diplomat
- Ossowski, Waldemar (1880–1959), deutscher Journalist und Politiker (SPD)
- Ossowski, Waldemar (* 1970), polnischer Archäologe und Museumsleiter

### Ossu
- Øssur Havgrímsson (960–983), Färingersaga-Figur
- Össur Skarphéðinsson (* 1953), isländischer Politiker

### Ossw
- Osswald, Albert (1919–1996), deutscher Politiker (SPD), Ministerpräsident von Hessen, Staatsminister, MdL
- Oßwald, Albert (* 1923), deutscher Fußballspieler
- Oßwald, Dieter, deutscher Journalist, Filmkritiker und Autor
- Oßwald, Ernst Otto (1880–1960), deutscher Architekt
- Oßwald, Erwin (1882–1947), deutscher Offizier, zuletzt General der Infanterie der Wehrmacht
- Osswald, Eugen (1879–1960), deutscher Tiermaler und Illustrator
- Osswald, Fritz (1878–1966), Schweizer Maler
- Oßwald, Gustav (1836–1914), deutscher Verwaltungsjurist, Oberbürgermeister von Altenburg
- Oßwald, Hartmut (* 1964), deutscher Jazz- und Improvisationsmusiker (Saxophone, Klarinette)
- Oßwald, Hermann von (1852–1914), württembergischer Generalleutnant
- Osswald, Inge (* 1938), deutsche Grafikerin, Fotografin und Hochschullehrerin
- Osswald, Johann (1712–1752), Anwerber deutscher und französischer Siedler zur Kolonisation des Banats im damaligen Ungarn
- Osswald, Julian (* 1965), deutscher Kommunalpolitiker (CDU)
- Osswald, Karl (1895–1964), deutscher paramilitärischer Aktivist
- Oßwald, Karl (1925–1972), deutscher Maler
- Osswald, Klaus-Dieter (1937–2023), deutscher Soziologe und Politiker (SPD), MdB
- Oßwald, Kristine (1961–2017), deutsche bildende Künstlerin
- Osswald, Laura (* 1982), deutsche Schauspielerin und FotomodellLaura Osswald (* 1982)

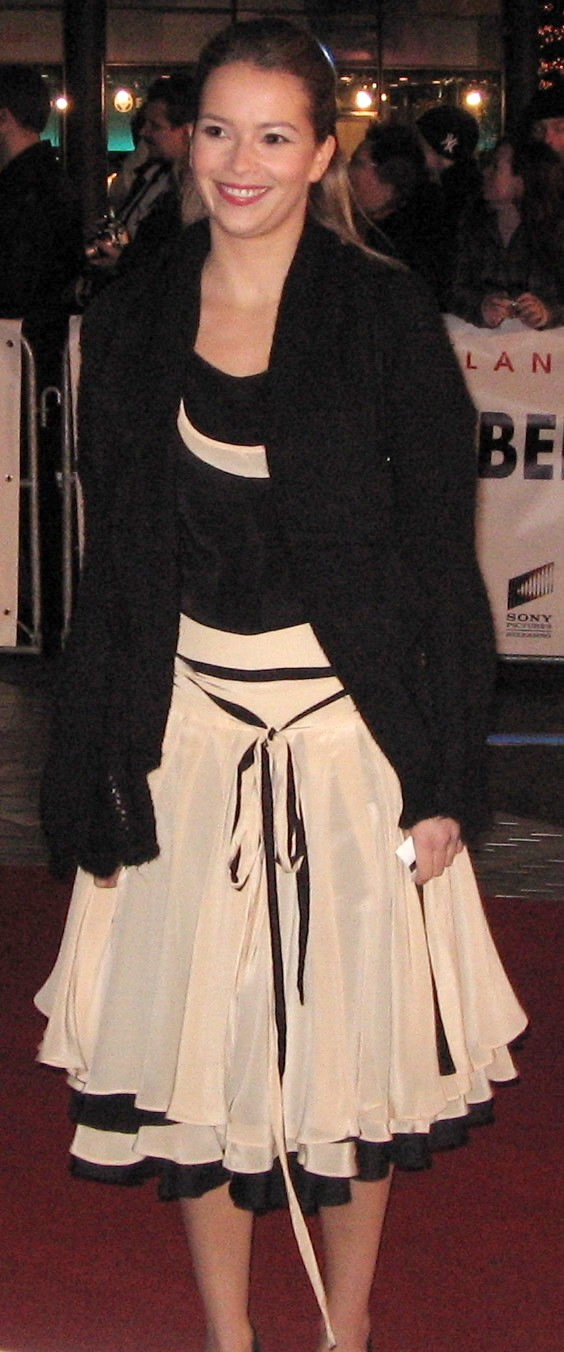
Laura Osswald (* 1982)

- Osswald, Margherita (1897–1971), Schweizer Malerin und Bildhauerin
- Osswald, Maria Henriques (1893–1988), portugiesische Schriftstellerin und Übersetzerin
- Oßwald, Melanie (* 1976), deutsche Politikerin (CSU), MdB
- Oßwald, Paul (1905–1993), deutscher Fußballspieler und -trainer
- Oßwald, Rainer (* 1952), deutscher Islamwissenschaftler
- Oßwald, Verena (* 1999), deutsche Handballspielerin
- Osswald, Walter (* 1928), portugiesischer Arzt, Pharmakologe und Medizinethiker
- Oßwald, Walter (* 1954), deutscher Fußballspieler
- Oßwald, Willy (1863–1929), deutscher Kommerzienrat und Bankdirektor
- Osswald-Lüttin, Ingeborg (1921–2013), deutsche Malerin und Karikaturistin
- Oßwalt, Johannes (* 1867), deutscher Verwaltungsjurist und Bezirksamtmann

### Ossy
- Ossyka, Leonid (1940–2001), sowjetisch-ukrainischer Filmemacher
- Ossypa, Fjodor (* 1927), sowjetischer Gewichtheber
- Ossypenko, Jurij (* 1969), ukrainischer Dreispringer
- Ossyra, Sabina (* 1995), deutsche Bahnradsportlerin